# Kundelungu
Kundelungu je pohoří v jihovýchodní části Konžské demokratické republiky. Pohoří se táhne v délce 240 km od severu k jihu a má poměrně ploché temeno. Na západě a severu je pohoří odděleno údolím od pohoří Mitumba. Severovýchodní část se zvedá 750 metrů nad jezerem Mweru. Západní svahy jsou odvodňovány do řeky Lufira – pravostranným přítokem Lualaby a východní svahy jsou odvodňovány do Luapuly. Svahy jsou pokryté lesem, temeno je odlesněné. Jižní část pohoří je chráněna v národním parku Kundelungu.